# سيباستيان غارتنر
سيباستيان غارتنر (بالألمانية: Sebastian Gärtner)‏ هو لاعب كرة قدم ألماني في مركز الوسط، ولد في 3 فبراير 1993 في نورنبرغ في ألمانيا. لعب مع نادي نورنبرغ.

## وصلات خارجية
- سيباستيان غارتنر على موقع قاعدة بيانات كرة القدم.إي يو (الإنجليزية)
- سيباستيان غارتنر على موقع عالم كرة القدم.نت (الإنجليزية)
- سيباستيان غارتنر على موقع AS.com (الإسبانية)